# Áillohaš musikpris

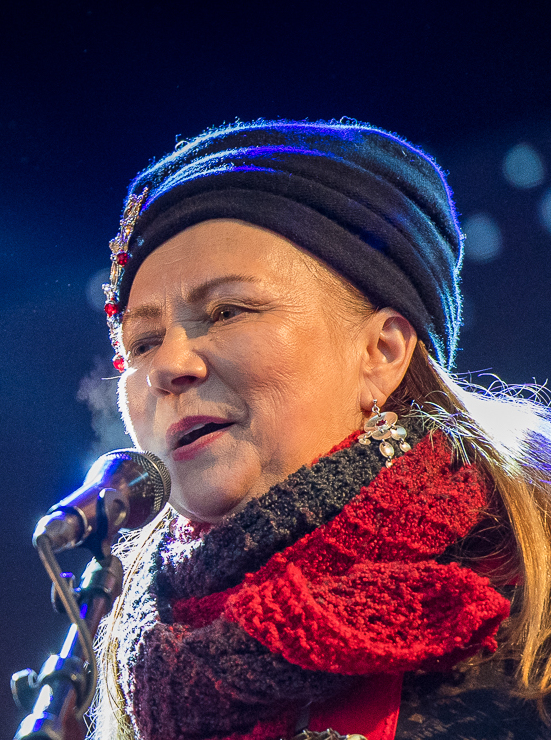
Mari Boine, 1993 års pristagare.

Áillohaš musikpris är ett samiskt musikpris som instiftades 1993. Instiftandet var ett sätt att hedra Nils-Aslak Valkeapää, Áillohaš, i samband med hans 50-årsdag. Priset delas ut på påskafton varje år i samband med Sámi Grand Prix under Samisk påskfestival. Vinnaren får förutom 20 000 norska kronor även ett diplom och ett konstverk. Sedan priset instiftades 1993 har det delats ut varje år, även 2020 då Samisk påskfestival ställdes in.

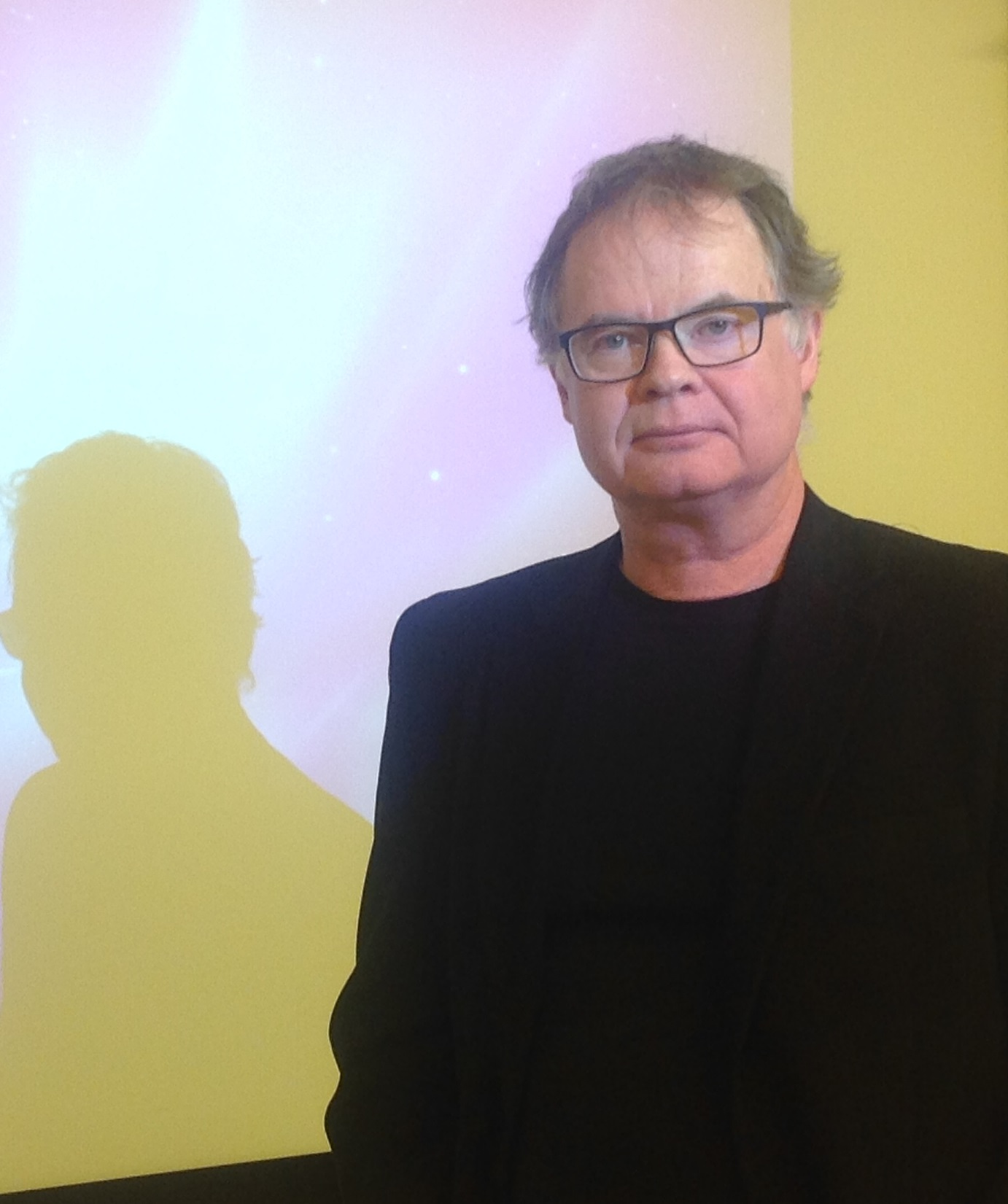
Frode Fjellheim.

Priset delas ut till musiker eller band som arbetat med att främja den samiska musiken. Mari Boine var den förste att få musikpriset, men under åren har det delats ut till bland annat Wimme Saari, Sofia Jannok, Ulla Pirttijärvi-Länsman och Frode Fjellheim.

## Pristagare
| År   | Pristagare                |
| ---- | ------------------------- |
| 1993 | Mari Boine                |
| 1994 | Johan Anders Bær          |
| 1995 | Ole Larsen Gaino          |
| 1996 | Wimme Saari               |
| 1997 | Roger Ludvigsen           |
| 1998 | Inga Juuso                |
| 1999 | Iŋgor Ántte Áilu Gaup     |
| 2000 | Sančuari                  |
| 2001 | Johan Sara                |
| 2002 | Frode Fjellheim           |
| 2003 | Intrigue                  |
| 2004 | Anders P. Bongo           |
| 2005 | Niko Valkeapää            |
| 2006 | Dimitri Joavku            |
| 2007 | Ulla Pirttijärvi-Länsman  |
| 2008 | Svein Schultz             |
| 2009 | Liv Mæsel Rundberg        |
| 2010 | Issát Sámmol Heatta       |
| 2011 | Halvdan Nedrejord         |
| 2012 | Marit Gaup Eira           |
| 2013 | Magnus Vuolab             |
| 2014 | Sofia Jannok              |
| 2015 | Jussi Isokoski            |
| 2016 | Johan Andreas Andersen    |
| 2017 | Deatnogátte Nuorat        |
| 2018 | Sara Marielle Gaup Beaska |
| 2019 | Domna Khomyuk             |
| 2020 | SlinCraze                 |
| 2021 | Marja Mortensson          |
| 2022 | Øystein Nilsen            |
| 2023 | Maj-Lis Skaltje           |
| 2024 | Ella Marie Hætta Isaksen  |
| 2025 | Jon Henrik Fjällgren      |